# Michel Bureau
Pour les articles homonymes, voir Bureau.
Michel Bureau est un religieux français du XVe siècle et XVIe siècle, abbé de La Couture, né à Champgenéteux, mort le 6 juin 1518.

## Biographie
Il prend l'habit monastique dans l'abbaye de La Couture au Mans, le 1er décembre 1480. Ses supérieurs l'envoient bientôt à Paris achever ses études, dont il revient docteur en théologie. Après avoir occupé quelques années, dans l'abbaye de La Couture, la chaire d’Écriture sainte, il est élu prieur. L'abbé Guillaume Herbelin, âgé et infirme, le choisit pour son vicaire. 
À la mort de l'abbé Herbelin le 1er juin 1496, Michel Bureau lui succède. Son élection est marquée par un incident : à la nouvelle de la mort de Guillaume Herbelin, Alexandre VI avait accordé l'abbaye de La Couture à Jean Bilhères de Lagraulas, cardinal de Sainte-Sabine, déjà pourvu de l'évêché de Lombez et de l'abbaye Saint-Denis. Le pape céda néanmoins devant le mandataire des religieux qui fit valoir en cour de Rome leurs droits et les siens.
Michel Bureau est le dernier abbé régulier de l'abbaye de La Couture qu'il dirige de 1497 à 1518. Les actes de son administration ont été consignés sommairement dans un manuscrit de la bibliothèque du Mans, qui porte ce titre: Compendium historice regalis abbatiœ sancti Petri de Cultura Cenoman.
Michel Bureau a assisté, en 1508, à l'assemblée des États du Maine, dans laquelle sont promulguées la Coutume du Maine dont il a signé au procès-verbal. La Croix du Maine indique que l'année de sa mort, il eut procès avec le cardinal Philippe de Luxembourg, au sujet de leurs juridictions. Bureau gagne son procès, il peut dire à son adversaire: Bureau est aussi fin qu'écarlate.. Michel Bureau meurt le 6 juin 1518, et est enseveli dans l'église de son monastère, près de l'escalier du dortoir. 
Abbé de La Couture, il obtient le titre d'évêque d'Hiéraple. Ses armes étaient trois levrettes ou trois loups.
Au temps où Michel Bureau administrait l'abbaye de La Couture, un certain Gilles d'Auzeville ou d'Auzonville  fut chargé par lui de faire l'état des revenus de l'abbaye. Cet état se trouve manuscrit à la bibliothèque du Mans. Au frontispice l'auteur a représenté le père abbé en robe noire, assis sur un fauteuil de bois sculpté, et recevant ce volumineux registre des mains de l'auteur.

## Source
- Barthélemy Hauréau, Histoire litteraire du Maine, volume 1